# 布蓋祖勒
35°41′59″N 2°50′52″E / 35.69972°N 2.84778°E

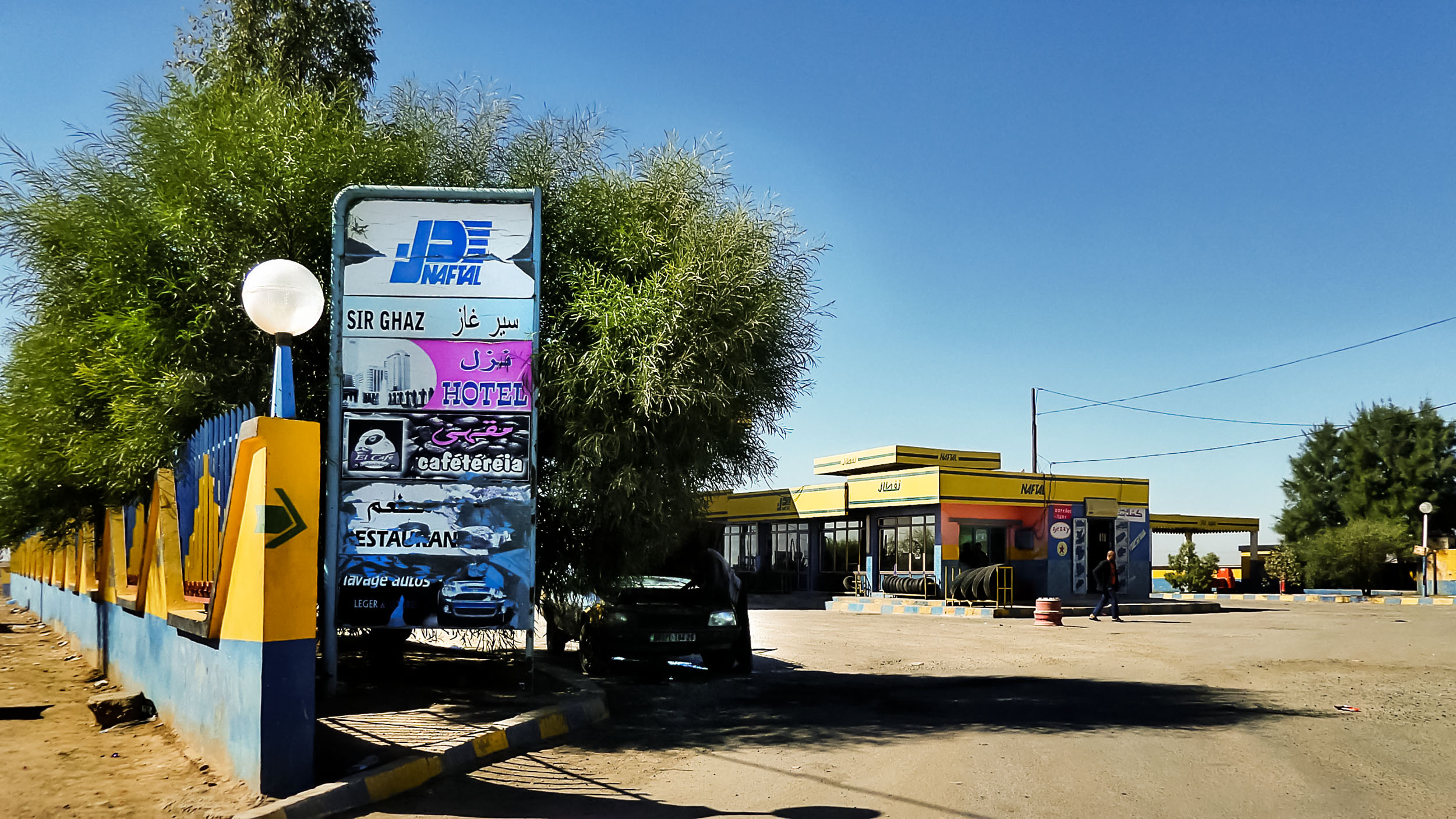
布蓋祖勒

布蓋祖勒（阿拉伯语：‎），是阿爾及利亞的城鎮，位於該國北部麥迪亞省，由沙赫布尼耶區負責管轄，面積448平方公里，海拔高度625米，2008年人口13,617，人口密度每平方公里30人。